# See No Evil (1971)
See No Evil, também conhecido como Blind Terror (Brasil: Terror Cego / Portugal: A Ameaça), é um filme de suspense e terror psicológico britânico de 1971 dirigido por Richard Fleischer.